# 張宏 (明朝知縣)
张宏，顺天府宛平县（今北京市城区）人，明朝政治人物。进士出身。
成化二十年（1484年）甲辰科进士。张宏曾于弘治九年（1496年）接替刘玙任建宁府知府一职，弘治十二年（1499年）由陆宁接任。